# Kelly Johnson
Kelly Johnson (ur. 20 czerwca 1958, zm. 15 lipca 2007) – brytyjska gitarzystka formacji nurtu New Wave of British Heavy Metal – Girlschool
Z zespołem związana była od samego początku, występując u boku Denise Dufort, Kim McAuliffe i Enid Williams. Wraz z Girlschol nagrała albumy „Demolition” z 1980 r., „Hit ’N’ Run” z 1981 r., „Screaming Blue Murder” z 1982 r., oraz w 1984 r., „Play Dirty” po nagraniu którego rozstała się z zespołem. Przez blisko 10 lat mieszkała w Los Angeles, po czym powróciła do Wielkiej Brytanii i swojej formacji w 1993 r., występując przez kolejne siedem lat, do chwili zdiagnozowania u siebie nowotworu kręgosłupa. W 1996 r., nagrała z Girlschool album ”Live”, a w 2001 r., ukazała się jej ostatnia płyta ”Not That Innocent:21st Anniversary”.